# Montserrat Llonch i Gimbernat
Montserrat Llonch i Gimbernat (Girona, 1928 - Girona, 2000) fou una dibuixant, pintora i galerista catalana.

## Biografia
Montserrat Llonch i Gimbernat va néixer a Girona el 1928, al número 11 del carrer Sant Francesc.
El seu pare, originari de Saus, es va casar a Girona i va regentar el negoci de la família de la seva dona, la fleca Gimbernat del carrer Nou. Va morir quan ella tenia 13 anys, i la Montserrat, juntament amb la seva germana gran, Rosa, va haver d’ajudar a la botiga. Des de petita li agradava dibuixar i ben aviat va començar la seva formació com a pintora, amb el beneplàcit de la seva mare. A partir de 1944 assisteix al taller del pintor Joan Orihuel on va coincidir amb altres joves pintors, que anys més tard serien artistes reconeguts: Enric Marquès, Carles Vivó, Emilia Xargai, Joaquima Casas, Torres Monsó… Sis anys després va estudiar dibuix durant dos mesos amb Julio Moisés a La Escuela de Bellas Artes de San Fernando de Madrid.
L’any 1955 realitzà la seva primera exposició individual a les Sales Municipals de la Rambla de Girona. El 1956 instal·là el seu estudi a sobre la fleca del carrer Minali on també va donar classes de dibuix i pintura.
La seva fràgil salut va afectar la progressió de la seva carrera. Tenia greus problemes circulatoris i el 1957 li detecten una malaltia cardíaca. El 1962 li practiquen la primera intervenció quirúrgica. Durant la convalescència no deixà de pintar, però durant uns anys no va fer cap exposició individual, tot i que participà en mostres col·lectives. L’any 1981, una altra operació va representar un nou parèntesi en la seva trajectòria.
Des del 1960 al 1967 va participar en totes les edicions del Concurs Provincial de la Diputació, on va ser premiada en diverses ocasions. També va obtenir dos guardons a la Biennal Nacional de Pintura de Manresa.
L’any 1970, amb Josep Tarrés, crea la galeria d’art La Gàbia que es converteix en un espai alternatiu d’art i cultura on es reuniran i exposaran molts dels pintors joves de l’època: Narcís Comadira, Josep Niebla, Alejo, Mercè Huerta, Glòria Llonch, Huedo…
El 1991 va viatjar a Venècia i d’aquest viatge van sorgir una sèrie de quadres sobre els canals i una simplificació en el traç i el color de la seva obra.
Va morir a Girona el 15 de gener del 2000, sense poder acabar el projecte de realitzar una exposició monogràfica sobre la seva ciutat.

## Obra
Dels seus inicis destaquen els dibuixos en blanc i negre fets amb ceres i carbonet i les pintures de flors, natures mortes i sobretot retrats. Entre aquests últims destaquen per la seva força Retrat de Rosa de España i Retrat de la Nieves, personatges pintorescos de la Girona fosca.
Més tard s’inspirà en els paisatges urbans de la ciutat de Girona, o els rurals de Sant Daniel, Saus i la Fageda d’en Jordà que, com ella afirmava, li transmetien “vida i moviment”. Solia prendre apunts al natural i treballava al seu estudi. S’autodefinia com a “impressionista” A poc a poc va anar evolucionant cap a un realisme màgic, o com l’anomena Josep Tarres, “pintura psicomàgica” i cap a un univers més personal.
La seva obra es caracteritza per la força expressiva i cromàtica i l'equilibri entre les línies i els volums.
Té obra al Museu d’Art de Girona, al Museu d’Art Modern de Ceret, al Fons d’Art de l’Ajuntament i de la Diputació de Girona i en nombroses col·leccions particulars.

### Exposicions[1]
- 1955 Exposició Individual a les Sales Municipals de la Rambla de Girona.
- 1966 Exposició individual a la Sala Municipal de Sant Feliu de Guixols.
- 1967 Exposició col·lectiva d’Estampa Popular a les Sales Municipals de Girona, La Bisbal i Banyoles.
- 1967 Exposició individual a la Caixa de Pensions de Girona.
- 1968 Exposició col·lectiva amb Emilia Xargai i Martínez Noguera a les Sales Municipals de Girona.
- 1970 Exposició individual a la Sala del Sindicat d’Iniciatives de Ceret.
- 1971 Exposició individual de dibuixos al carbó a “La Gàbia”.
- 1972 Exposició col·lectiva a les Sales Municipals de Girona "Pintures i escultures d'11 artistes de Girona .
- 1973 Mostra Províncial a la Fontana d’Or de Girona.
- 1974 Mostra d’Art a la Festa Major de Riudellots de la Selva.
- 1975 Exposició individual a “La Gàbia”.
- 1975 Exposició col·lectiva titulada "75 anys d'art a Girona", organitzada pel GEiEG a la Fontana d’Or.
- 1976 Exposició amb Joaquima Casas a la Sala Francisco Armengol d’Olot.
- 1977 Exposició individual a la Galeria Garxolí de Castelló de la Plana.
- 1978 Exposició individual a l’Artística de Girona.
- 1978 Exposició individual a la Galeria d’Art Xevi de Santa Cristina d’Aro.
- 1978 Exposició col·lectiva itinerant del Patronat de Turisme de Girona, organitzada per la galeria de Xavier Sala; la mostra viatja pel Regne Unit i el Benelux.
- 1979 Exposició amb Manel Llonch a la Sala del Sindicat d'Iniciatives de Ceret.
- 1979 I Mostra del Patrimoni Artístic de la Diputació de Girona a la Casa de Cultura.
- 1980 Exposició individual a la Sala del Sindicat d'Iniciatives de Ceret.
- 1984 Exposició col·lectiva “Obra mística “ a Besalú.
- 1988 Exposició individual “La fageda d’en Jorda” a la galeria Fòrum de Girona.
- 1992 Exposició individual a la Galeria Fòrum sobre Venècia.

## Reconeixements
En el primer aniversari de la seva mort, se li fa una exposició homenatge amb obra inèdita a la galeria Stand4art.
El 28 d’octubre del 2004 l'Ajuntament de Girona aprova donar el nom de Montserrat Llonch a un carrer situat al Mas Xirgu.
Del 22 d’octubre al 27 de novembre de 2004 té lloc una exposició antològica al Museu d’Història de la ciutat, comissariada per Carme Irla i Maguí Noguer. El catàleg d’aquesta exposició, editat per l’ajuntament de Girona, és la primera publicació sobre l’artista.
Per Sant Jordi del 2007 l’Agrupació de comerciants “El Centre” de Girona publica “Pensaments retrobats” un llibret amb textos de Narcís-Jordi Aragó i Fotografies de Pep Iglesias on recorda personatges il·lustres que van néixer o viure al centre de la ciutat on inclou a l’artista.
L’any 2008 Rosa Pous guanya la Beca 8 de març convocada per l’Ajuntament de Girona amb el treball “ L’art a Girona als segles XIX i XX. Empremtes de la creació femenina 1871-1960” on rescata de l’oblit 29 artistes gironines, entre elles, Montserrat Llonch.